# Lâm Lương Thực
Lâm Lương Thực (giản thể: 林良实; phồn thể: 林良實; bính âm: Lín Liángshí; tiếng Anh: Ling Liong Sik; sinh ngày 18 tháng 9 năm 1943 tại Kuala Kangsar, Perak) là một chính trị gia Malaysia. Ông từng là Bộ trưởng Bộ Giao thông vận tải Malaysia từ năm 1986 đến năm 2003 và cũng là chủ tịch của Công hội người Hoa Malaysia (MCA).
Ngày 4 tháng 2 năm 1988, Lâm Lương Thực được bổ nhiệm làm thủ tướng chuyển tiếp của Malaysia cho đến ngày 16 tháng 2 cùng năm.
Vào ngày 27 tháng 10 năm 2015, Thủ tướng Malaysia Najib Razak đã đệ đơn kiện Lâm Lương Thực vì tội phỉ báng. Anh ta bị cáo buộc trong đơn kiện rằng Lâm Lương Thực đã đăng những nhận xét phỉ báng cáo buộc anh ta liên quan đến vụ bê bối 1Malaysia Development Berhad vào ngày 3 tháng 10 năm đó và đăng nó trên một trang web tin tức. Vào ngày 22 tháng 5 năm 2018, Najib đã rút đơn kiện và đồng ý trả khoản phí 25.000 RM.
Ông cũng là một trong những chính trị gia Trung Quốc có ảnh hưởng nhất ở Malaysia đương đại.

## Gia đình
Ông kết hôn với Ong Ee Nah và có hai con trai: Ling Hee Leong và Ling Hee Keat.